# والتر ستيوارت
والتر ستيوارت هو كاتب سير وصحفي كندي، ولد في 19 أبريل 1931، وتوفي في 15 سبتمبر 2004 بسبب سرطان.